# Khaltābād
Khaltābād (persiska: خلت آباد) är en ort i Iran.   Den ligger i provinsen Markazi, i den centrala delen av landet, 200 km sydväst om huvudstaden Teheran. Khaltābād ligger 1 817 meter över havet och antalet invånare är 269.
Terrängen runt Khaltābād är lite kuperad. Runt Khaltābād är det glesbefolkat, med 20 invånare per kvadratkilometer. Närmaste större samhälle är Farmahīn, 5,7 km söder om Khaltābād. Trakten runt Khaltābād består i huvudsak av gräsmarker.